# Белл, Кэри
Кэри Белл (англ. Carey Bell; 14 ноября 1936, Мейкон, Миссисипи — 6 мая 2007, Чикаго, Иллинойс) — американский музыкант, игравший на блюзовой губной гармонике в стиле чикагского блюза. Белл в течение десятилетий играл на гармошке и на бас-гитаре для многих выдающихся блюзменов, включая таких как Эрл Хукер, Роберт Найтхоук, Лоуэлл Фулсон, Эдди Тейлор и Джимми Доукинс.  Член Зала славы блюза (2023)

## Музыкальная карьера

### Детство
Настоящее имя музыканта — Кэри Белл Харрингтон. Он родился в городе Мейкон, штат Миссисипи. Ещё ребенком его привлекла музыка Луиса Джордена. Белл хотел иметь саксофон чтобы быть похожим на своего кумира, однако бедная семья не могла себе этого позволить, поэтому он вынужден был ограничиться «миссисипским саксофоном». Вскоре его вниманием завладели великие мастера блюзовой гармоники того времени: DeFord Bailey, Big Walter Horton, Мэрион «Литтл Уолтер» Джейкобс и оба Sonny Boy Williamson (I and II). Белл самостоятельно научился играть и уже к восьми годам вполне успешно обходился с инструментом. Когда ему исполнилось 13 лет, он начал играть в блюзовом оркестре своего крестного — пианиста Лави Ли.

### Чикаго
В 1956 году Лави Ли убедил Белла поехать вместе с ним в Чикаго, где процветало собственное музыкальное направление блюза. Вскоре после переезда в Чикаго Белл встретил в клубе «Занзибар» Литтл Уолтера и стал его учеником. Чтобы повысить свои шансы найти работу музыканта Белл научился играть на бас-гитаре у Хаунд Дог Тэйлора. Беллу посчастливилось брать уроки игры на гармонике у Сонни Боя Уильямсона II и Биг Уолтера Хортона. Хортон также предложил Беллу играть в своей группе. Белл многое узнал о работе великих блюзменов и был готов начать свою собственную музыкальную карьеру.
Несмотря на покровительство многих мастеров игры на губной гармонике, его приезд в Чикаго пришёлся на не очень благоприятный период: спрос на гармошечников сокращался, поскольку группы искали гитаристов. Чтобы сводить концы с концами Белл продолжал играть в нескольких группах на бас-гитаре. В качестве басиста он играл у Биг Уолтера и продолжал брать у него уроки игры на своём любимом инструменте — миссисипском саксофоне. Позже он оставил бас и выходил на сцену только с губной гармоникой. 3 октября 1969 года Кэри Белл выступил в Королевском Альберт-холле в Лондоне.

### От дебюта до 1980-х
В 1969 году чикагская компания звукозаписи Delmark Records выпустила первый диск Белла Carey Bell’s Blues Harp. Позже он играл с Мадди Уотерсом и Вилли Диксоном в проекте «Все звёзды чикагского блюза». В 1972 году Белл воссоединился с Биг Уолтером и записал альбом Big Walter Horton with Carey Bell на студии Alligator Records. Годом позже он записал сольный альбом у ABC Bluesway. Он продолжал играть с Диксоном и в 1978 году был представлен на номинированном на Грэмми альбоме Living Chicago Blues студии Alligator).
В течение 1980-х годов Белл продолжал записываться, но своё основное время посвящал концертным выступлениям. В 1990-х Белл совместно с коллегами по музыкальному цеху — Джуниором Уэллсом, Джеймсом Коттоном и Билли Бранчем записывает знаменитый альбом Harp Attack!. Современное представление блюзовой классики, этот альбом стал одним из самых успешных для студии Alligator Records.

### Работа с Alligator Records
Несмотря на многие годы, проведённые в сотрудничестве со студией Alligator, первый полноформатный сольный альбом Белла, Deep Down, увидел свет только в 1995 году. На этом диске в полной мере представлена индивидуальная манера его игры. Этот альбом принёс Беллу заслуженное признание среди людей, далёких от блюза, поклонники которого давно зачислили его в разряд легенд.
В 1997 году Белл выпустил следующий альбом — Good Luck Man («Счастливчик»), который также был высоко оценён. В 2004 году был выпущен Second Nature («Вторая натура»), который Белл записал в дуэте со своим сыном Ларри. Альбом примечателен тем, что был записан «на одном дыхании», без дублей.
В 1998 году Белл получил ежегодную награду Blues Music Award как лучший мужской исполнитель традиционной музыки.

### Последняя работа
В 2007 году компания Delmark records выпустила студийный альбом, на котором Беллу аккомпанируют его сын Ларри, а также Скотт Кейбл, Кенни Смит, Боб Строджер и Джо Томас.

### Смерть
Кэри Белл умер от сердечной недостаточности 6 мая 2007 года в Чикаго.

## Дискография
- 1969 Carey Bell’s Blues Harp (Delmark)
- 1973 Last Night (One Way)
- 1977 Heartaches and Pain (Delmark)
- 1982 Goin' on Main Street (Evidence)
- 1983 Son of a Gun (Rooster Blues)
- 1986 Straight Shoot (Blues South West)
- 1988 Harpslinger (JSP)
- 1990 Dynasty! (JSP)
- 1991 Mellow Down Easy (Blind Pig)
- 1992 Breakdown Blues-Live (CMA Rec.) with 'The Cat'
- 1994 Harpmaster (JSP)
- 1995 Carey Bell & Spike Ravenswood (Saar)
- 1995 Deep Down (Alligator)
- 1997 Good Luck Man (Alligator)
- 1999 Brought Up the Hard Way (JSP CD 802)
- 2004 Second Nature (Alligator)
- 2007 Gettin Up: Live at Buddy Guy’s Legends Rosa’s (Delmark)

### совместно с Louisiana Red
- 1980 Reality Blues (L+R)
- 1983 Boy from Black Bayou (L+R)
- 1984 My Life (L+R)
- 1994 Live at 55 (Enja)
- 2004 The Blues Masters Bad Case of the Blues (Mojo Tone)

### Сотрудничество с другими исполнителями
- 1969 Wanna dance all Night Джон Ли Хукер (Musidisc)
- 1980 Blues after Sunrise Heinz Sauer, Bob Degen (L+R 40017)
- 1990 Harp Attack! (Alligator) with James Cotton, Junior Wells и Billy Branch
- 1991 Delta Bluesman Honeyboy Edwards (Earwig 4922)
- 1994 Good Candy Lovie Lee (Earwig 4928)
- 2001 Superharps II (Telarc) with Lazy Lester, Raful Neal и Snooky Pryor